# Critique dramatique
Pour les articles homonymes, voir Critique.

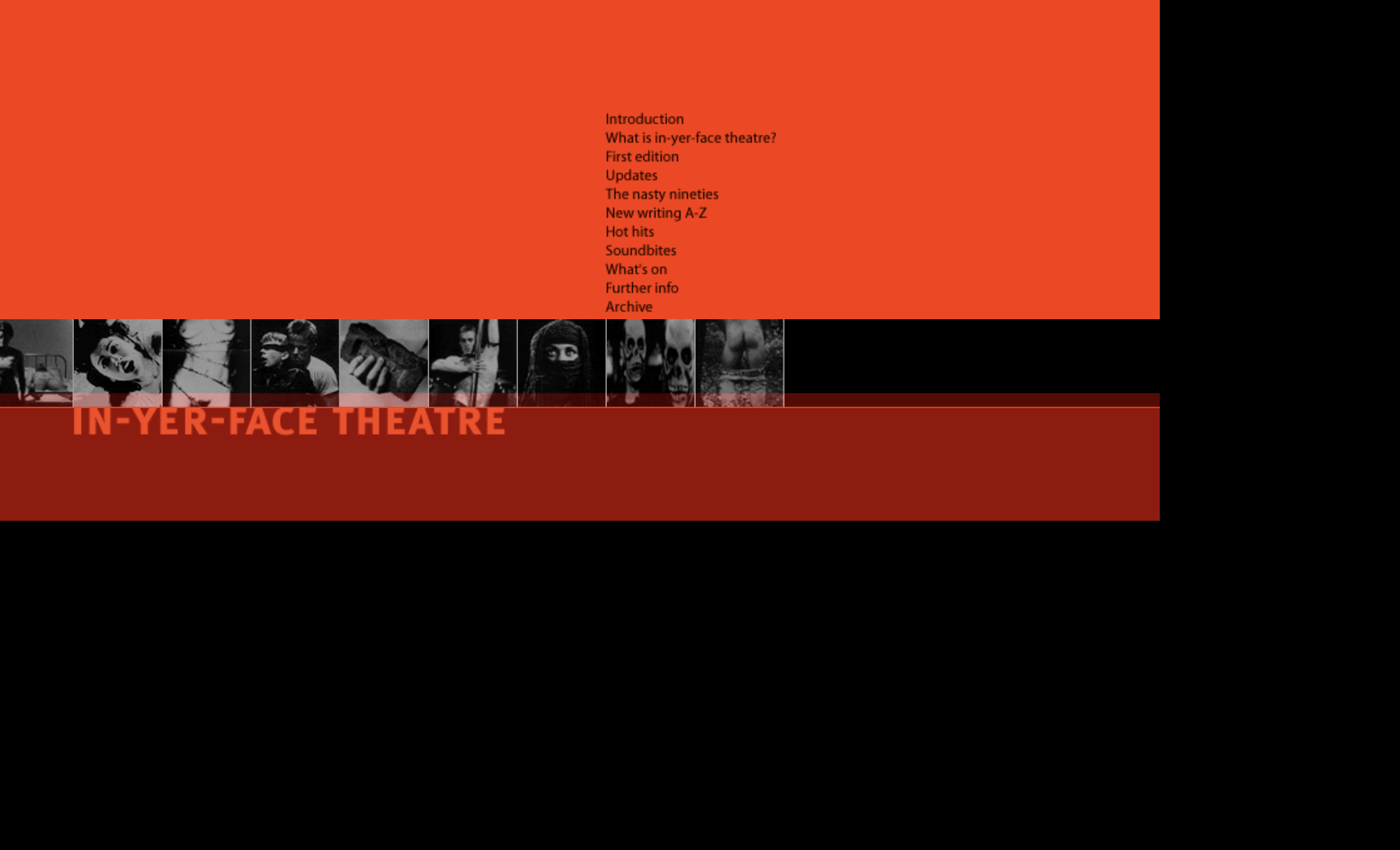
Page d'accueil du site In-Yer-Face Theatre, consacrée aux œuvres produites par de jeunes dramaturges britanniques et américains dans les années 1990 et au début des années 2000

Une critique dramatique est une activité qui consiste à émettre et à diffuser largement une analyse sur des œuvres théâtrales.
La personne qui exerce ce type de critique est appelé un critique dramatique. La critique peut s'exercer sur des pièces de théâtre, mais elle se prononce surtout sur des interprétations en spectacle (mises en scène). La critique dramatique se fait surtout dans la presse écrite mais aussi à la radio, de plus en plus rarement à la télévision, et maintenant sur internet.
Nombreux sont les célèbres écrivains qui furent d'abord connus de leurs contemporains comme critiques dramatiques.
La critique peut avoir une influence sur la politique culturelle et de financement de chaque pays-région.

## Définition
La critique théâtrale est une utilisation d’outils théoriques et pratiques, d’études esthétiques et historiques, de jugements de valeur et d’explications qui évaluent le théâtre dans son époque examiné de manière « professionnelle », plus ou moins « scientifique ». Cela va de la dramaturgie en passant par le texte, à la scénographie, au travail des acteurs dans la mise en scène incluant tout ce qui concours à l’événement de la représentation théâtrale.
Proposition de Peter Bu : 

« La critique est une création indépendante correspondant à un mode de pensée particulier.
Son objet est l'œuvre artistique que le critique transpose dans son langage.
Le critique doit analyser les intentions de l'auteur et la cohérence de ses moyens d'expression, estimer jusqu'à quel point il a réussi à réaliser son projet et s'il l'a fait de façon communicative.
Ainsi si l'intention d'un peintre est-elle de se rapprocher de son modèle, la ressemblance de l'original et de sa représentation permet de décider si l'œuvre est réussie ou pas. Si, par contre, elle ne ressemble à aucune création passée, sa qualité consiste en son originalité.
Le critique situe l'œuvre dans le courant de l'histoire. En même temps, il en garde une trace pour enrichir la vision de l'évolution de l'art et de la société.
Le critique s'exprimer différemment de l'artiste ce qui permet au public de percevoir la création de ce dernier sous une autre lumière. Cela peut l'aider à la comprendre. Le travail du critique s'apparente à la traduction.
En même temps, ce changement d'angle, l' « objectivation » de l'œuvre, offre à l'artiste l'occasion de l'observer « de l'extérieur », de la voir d'un regard neuf. L' « effet de distanciation » peut, éventuellement, l'inciter à la perfectionner.
Le rôle du critique n'est pas de décerner des prix. Peu importe si l'appréciation du critique est positive ou négative. De toute façon, elle contribue à la notoriété de l'artiste. Hector Berlioz l'a résumé par une délicieuse réplique: « Les critiques, je ne les lis pas. Je compte les lignes. S'il y en a plus de vingt, je remercie. »

## Histoire
La critique théâtrale la plus simple est née avec la programmation des théâtres bourgeois du XVIIIe siècle et s’est développée grâce au développement de la presse, où elle s’est présentée d'abord dans la « gazette » qui est devenue une « revue » par la suite au XXe siècle. Une attention pour le théâtre de la part des  professionnels de la « chronique mondaine » s’est développée, observant ses « rites ». Ce fut différent de intérêt de  l’historien du théâtre évoluant dans l’histoire de la littérature.
Historiquement on peut noter une évolution de la technique pour révéler ou cacher,  en tout cas guider la lecture de la passion humaine, voir l’être naturel ou artificiel. Sujet : fournir de l’émotion.
Le théâtre classique antique fournit le pathos et le rire dans un cosme reproduisant le monde tel qu'il apparait.
Ce théâtre antique a également donné lieu à des études ,comme le Die Geburt der Tragödie de Nietzsche, qui est plutôt une œuvre de philosophie moderne qui appartient au mouvement fondateur de la critique théâtrale en Allemagne.
Le théâtre médiéval fournit le mystère, la morale et la représentation sacrée (l’église est au centre de la création théâtrale), mais aussi est joué le profane des  fêtes à la cour du château et au village.
Le théâtre de la Renaissance s'occupe de l’architecture scénique, les décors accordés aux mythes, mais la critique théâtrale est encore très centrée sur les textes (et éventuellement sur la musique, dans le cas de l’opéra naissant). Le résumé de l’intrigue est le fait de critiques de théâtre dénommés et renommés, surtout à l'époque du  « Classique » XVIIe siècle.
Pour le théâtre du XIXe siècle, les grands journaux disposent souvent d’une feuille de chroniques théâtrales, allant de l'agenda presque publicitaire des spectacles de la ville,  à de véritables pages de réflexion critique. On y parle de grand ténor, d’actrice vedette, de star, de magnifique mise en scène (voir la description faite par Marcel Proust dans La recherche du temps perdu).
La critique théâtrale devient plus consciente (réaliste et méthodique et prendre un regard plus scientifique) au XXe siècle, quand, cependant, elle semble disparaître lentement des journaux.

### Liste des critiques de théâtre
(Voir Catégorie:Critique dramatique liste internationale de critiques)

#### France
Parmi les critiques les plus influents en France on trouve Émile Zola ou Octave Mirbeau qui ont défrayé la chronique avec leur bataille contre l'esprit bourgeois de Francisque Sarcey. Romain Rolland de son côté  montre bien l'attitude réservée des dramaturges vis-à-vis des critiques, dans son texte Point de critique. Des philosophes et universitaires tels que Roland Barthes, Bernard Dort ou Georges Banu, ou de grands journalistes comme Bertrand Poirot-Delpech, Paul Gordeaux (le célèbre critique dramatique parisien dont on dit que les articles réunis constitueraient une des histoires les plus pittoresques et surtout une des plus sincères du théâtre contemporain), Dominique Jamet, ont eu également à leur époque ou actuellement un poids important sur le succès public des spectacles.

#### Italie
Parmi les critiques italiens les plus célèbres on trouve Silvio D'Amico, Mario Apollonio (it), Roberto De Monticelli (it), Franco Quadri (it), Angelo Maria Ripellino (it), Giorgio Prosperi, Giuseppe Bartolucci (it), Oliviero Ponte di Pino (d).

#### Allemagne
À la fin du XVIIIe siècle, la critique théâtrale en Allemagne a été établie par Ludwig Tieck qui a développé sa vision romantique du théâtre dans la Dresdner Abendzeitung. Ludwig Börne, Heinrich Heine, Heinrich Laube et Moritz Gottlieb Saphir ont exprimé les revendications de la « Jeune Allemagne ».
Le XIXe siècle a apporté une spécialisation progressive dans la critique dramatique, opéra et ballet. Entre autres, les critiques de Theodor Fontane publiées dans le « Vossische Zeitung » de 1870 à 1890 sont des réserves sur les productions théâtrales de cour impériale et favorables aux représentations naturalistes.
Au XXe siècle, Siegfried Jacobsohn, Julius Bab, Alfred Kerr et Herbert Ihering ont écrit d’importantes critiques de théâtre. Kerr publia ses commentaires acerbes dans le « Berliner Tageblatt », et Ihering dans le « Berliner Börsen-Courier » s’adressait moins aux lecteurs de journaux qu’aux gens de théâtre.
En 1936, le terme « critique d’art », qui désignait également la critique de théâtre, a été aboli  par Joseph Goebbels et remplacée par la « vision de l’art ».  
Dans la RDA de 1946, les critiques de théâtre autorisés par des professionnels étaient rassemblés dans la revue « Theater der Zeit ». En 1970, cependant, de nombreux critiques ont soutenu des productions artistiquement innovantes. Des critiques tels que Christoph Funke (de) et Ingeborg Pietzsch à Berlin ou Lothar Ehrlich à Dresde ont développé un style de sous-entendus. À Berlin-Ouest, Friedrich Luft (de) était une figure bien connue en tant que critique de théâtre pendant toute la période du mur et avait son propre programme hebdomadaire sous le nom de « Voice of Criticism ».

#### Suisse
Parmi les critiques d'art dramatique du XXe siècle, on trouve Jacques Aeschlimann et Léon Savary.